# 瑪麗蓮·貝克
瑪麗蓮·貝克（1928年12月17日—2014年5月31日），是一名美国的专栏作家，她开始于1961年事业。她撰写过大量的文章包括小道消息。她曾经供职于《人物周刊》和《US》。
她出生于美国芝加哥，之后随家人迁居洛杉矶。2014年，她因肺癌去世于加州，享年85岁。